# Национална библиотека у Ослу
Национална библиотека у Ослу је норвешка библиотека која се бави «очувањем прошлости зарад будућности» и представља националну ризницу културе и знања. Улога националне библиотеке укључује, између осталог, и администрацију Закона о преносу дужности, који налаже да сва документа произведена у Норвешкој морају бити предата Националној библиотеци. Ово укључује књиге, новине, часописе, дигиталне документе, филм, видео, фотографију, мапе, емисије, аудио књиге, музику, графичке прилоге, разгледнице, постере, ситне штампарске и позоришне материјале. Све је доступно јавности у просторијама Националне библиотеке у Ослу.
Аслак Сира Михре је библиотекар од новембра 2014. године.
Национална библиотека подређена је Министарству културе и организована је у четири академска одељења и три одељења особља. Сва одељења имају запослене и у Ослу и у Мо и Рани.

## Услуге

### Дужности и обавезе
21. фебруара 1815. Универзитетска библиотека је краљевском резолуцијом добила све копије дужности које су претходно биле послате у Копенхаген. Међутим Закон о правном депозиту није популаран, једним делом зато што је копије требало послати Министарству полиције и овај чин се схавтио као цензура. Обвезна испорука је тако укинута 1839. и замењена либералнијим законом о занату. Тек је Законом од 20. јуна 1882. Закон о правном депозиту поново уведен, а доношени су и нови закони о томе 1939. и 1989.

### Скрбничка библиотека
Скрбничка библиотека је одељење Националне библиотеке које се налази у Моу и Рани. Скрбничка библиотека позајмљује књиге и други материјал искључиво другим библиотекама, које по потреби наручују удаљене позајмице и копије чланака. Oво одељење преузима одбачени  материјал из других библиотека. На овај начин се ослобађа простор на полицама широм земље, а да се материјал не изгуби у националној библиотечкој мрежи. За континуирани раст нових норвешких књига, Скрбничка библиотека добија један од 7 обавезних примерака књига и периодика које добија Национална библиотека.

### Онлајн библиотека
Национална библиотека почела је 2006. године систематски дигитализовати све своје збирке, са намером да их сачува за будућност. Циљ је што већи део културног наслеђа учинити доступним на мрежи. Кроз услугу онлајн библиотеке која се до 2017. године звала Полица за књиге, Национална библиотека све књиге објављене у Норвешкој до 2000. године дигитално ставља на располагање свима који имају норвешку ИП адресу. Полица је први пут покренута као пробни пројекат 2009. године, али након споразума између Националне библиотеке и Организације норвешких аутора од 28. августа 2012. године, услуга се задржала. Дигитализација књига је завршена, а Веб библиотека садржи око 250.000 књига.

### Језичка банка
2010. године Националној библиотеци је наложено да оснује Језичку банку Норвешке и да започне рад на прикупљању и развоју језичких ресурса који ће се у њу укључити. Језичка банка је технолошка инфраструктура састављена од дигитализованих језичких ресурса за употребу у развоју технологије која подржава руковање језичким подацима. Језичка банка је услуга делу пословне заједнице која ради на развоју ИКТ-а, истраживачима лингвистике и језичке технологије и јавним предузећима која развијају електронска решења за јавне услуге.

### Посебне збирке
У августу 2017. године Национална библиотека добила је велику збирку историјских мапа Норвешке и нордијских земаља. Збирка се састоји од неколико хиљада карата, а између осталог садржи и најстарију карту Норвешкe (из 1482. године). Колекцију је добила на поклон од Фондација штедионице, која је колекцију карата купила од колекционара Вилхема Б. Гинсберга.

## Историја
Национална библиотека била је део Универзитетске библиотеке у Ослу до 1999. године. Национална библиотека се до тада назива „Универзитетска библиотека“. Универзитетска библиотека основана је истовремено са Краљевским универзитетом Фредерикa 2. септембра. Најпре је библиотека допуњена дупликатима из Краљевске библиотеке у Копенхагену. Први библиотекар Универзитетске библиотеке био је Георг Свердруп, који је преузео дужност 1813. Међутим, књиге су стигле из Данске тек 1815, а тек следеће године Универзитетска библиотека добија своје просторије у згради парламента (норвешки: Rådmannsgården Oslo)
Универзитетска библиотека остала је овде 35 година, све до 1851. У међувремену, 1845. године Георг Свердруп је напустио посао, и оставио за собом збирку коју је повећао са ниједног на преко 100.000 свезака.
Фредрик Вилхелм Кеисер преузео је место библиотекара Универзитетске библиотеке. За разлику од Свердрупа, који је био професор класичне литературе, Кеисер је био библиотекар. 1851. године  се Универзитетска библиотека преселила у Domus Bibliothecа, односно у зграду Универзитета. Током пресељења, Универзитетска библиотека никада није била затворена. Кеисер се повукао 1863. године, предајући посао Пол Ботен Хансен. Када је умро 1869, Кеисер је краће обављао  дужност пре него што је Луис Дое поново преузео функцију. Дое је волео књижевност, али имао је помало елитистички поглед на Универзитетску библиотеку. Поред тога, он је био и научник, и када му је понуђен посао професора историје, он га је прихватио и препустио библиотеку Акселу Дролсуму. Под Дролсумовом управом, Универзитетска библиотека је прошла кроз неколико промена због којих је зграда већа, приступачнија, модернија и са више особља. Дролсум је такође издао Листу норвешких књига и такође покренуо каталогизацију књига Универзитетске библиотеке на много систематичнији начин него раније. Библиотека се недуго затим преселила у нову зграду на тргу Solli plass. Зграда је додатно проширена 1933. и између 1939. и 1945, и добила је кантину и засебну читаоницу. Током рата је забрањено и неколико књига које су сматране анти-нацистичким. Израз је обухватао сву јеврејску, пацифистичку, социјалистичку и добар део новије енглеске и америчке литературе.
Дужности Националне библиотеке били су подређени норвешком одељењу у Универзитетској библиотеци у Ослу од почетка до 1989. Национална библиотека је рано користила рачунаре, а национална библиографија израђена је електронским путем већ 1971. Као резултат промене положаја у Рану, држава 1988. одлучила је да покрене средства за стварање националне библиотеке. Одељења Мо и Рана основана су 1. октобра 1989. године са тридесетак запослених. 1998. године велики део норвешког одељења у Универзитетској библиотеци у Ослу пребачен је са Универзитета у Ослу у Националну библиотеку и постаје Осло одељење Националне библиотеке.
У периоду 2004-2005. Национална библиотека је реорганизована из географске организације у функционалну организацију где су одељења организована независно од географске расподељености дужности.

## Зграда
2005. године одељење Националне библиотеке у Ослу вратило се у своје просторије у старој Универзитетској библиотеци у Ослу на тргу Solli plass на капији Хенрика Ибсена. Зграда је тада била затворена на дуже време ради преуређења и санације. У згради се такође налазе седишта независних организација, као што су Norsk Musikkinformasjon, Norsk Jazzarkiv, Norsk Visearkiv, NORLA и Norsk Barnebokinstitutt  од 2005. до 2013. Зграда је у власништву компаније Entra ASA.